# 1 Brygada Kawalerii Narodowej (koronna)

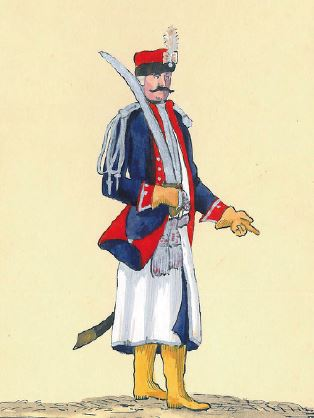
Oficer 4 Wielkopolskiej Brygady Kawalerii Narodowej Łuby

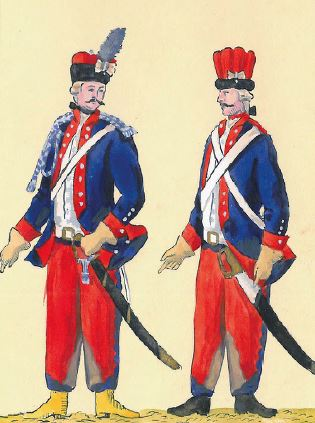
Towarzysz i szeregowy 4 Wielkopolskiej Brygady Kawalerii Narodowej

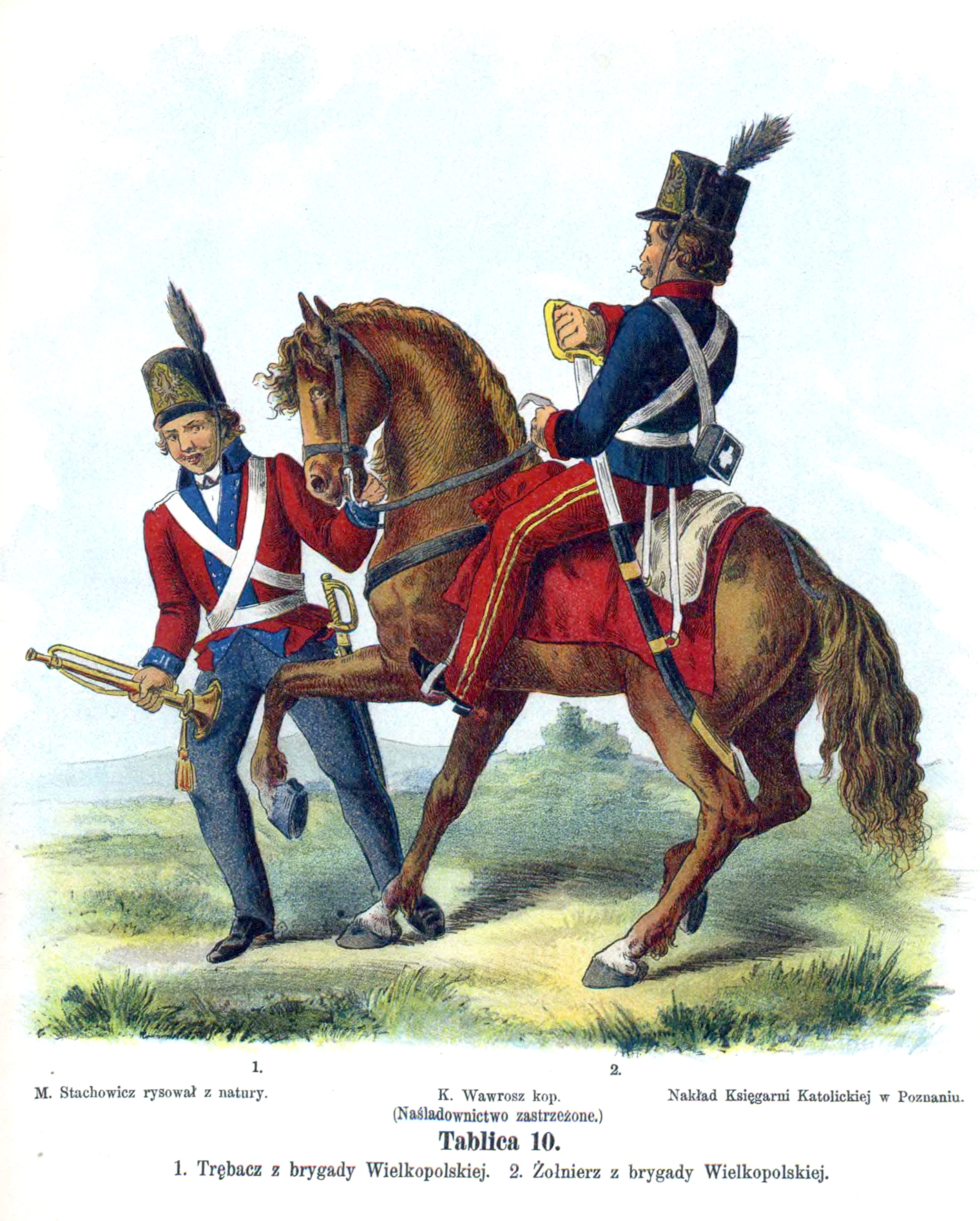
Trębacz i żołnierz brygady

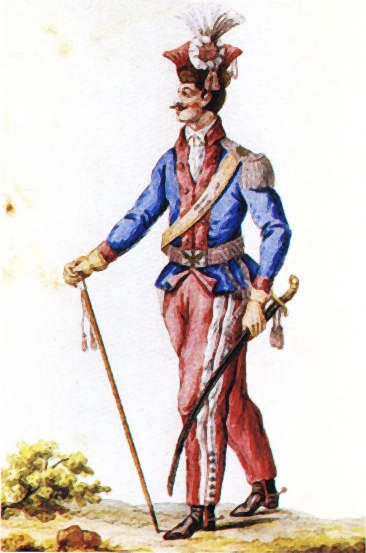
Towarzysz brygady, mundur według ordynansu z 1790. Przy rogatywce przypięta Kokarda narodowa.

1 Brygada Kawalerii Narodowej – brygada jazdy koronnej Rzeczypospolitej Obojga Narodów.

Inne nazwy: 
W okresie istnienia czterech brygad - do jesieni 1789: Brygada Kawalerii Narodowej w Dywizji Wielkopolskiej (potocznie: Wielkopolska Brygada Kawalerii Narodowej) lub Brygada 4 Kawalerii Narodowej Dywizji Wielkopolskiej

## Formowanie i zmiany organizacyjne
Utworzona w 1776 roku z chorągwi husarskich i pancernych partii wielkopolskiej pod nazwą Brygady Kawalerii Narodowej Wielkopolskiej. W końcu 1789 chorągwie tej brygady otrzymały numery porządkowe od 1 do 24 w broni kawalerii narodowej. W październiku 1789 roku rozpoczęto reorganizację brygad kawalerii. Z dziesięciu chorągwi Wielkopolskiej KN i dwóch chorągwi Półbrygady Małopolskiej utworzono 1 Brygadę Kawalerii Narodowej brygadiera Stanisława Łuby, a jej chorągwiom nadano numery od 1 do 12.. 
Sztab, z wyjątkiem nowo mianowanych majorów, pozostał z Wielkopolskiej BKB. Brygada cały czas formalnie należała do Dywizji Wielkopolskiej. Proces rozbudowy i translokacji poszczególnych chorągwi trwał wiele następnych miesięcy.  W czerwcu 1790 liczyła 1797 „głów”.
Wiosną 1792 roku, w przededniu wojny z Rosją uzyskała swój najwyższy rozwój organizacyjny i liczyła etatowo 1818 ludzi, a faktycznie 1715. W marcu 1792 stacjonowała w Gnieźnie.
Całą 1 Wielkopolską Brygadą KN pisarz polny koronny Kazimierz Rzewuski w raporcie z 7 IX 1791 podsumował następująco:

Ażeby wiele nie pisać o stanie brygady Mioduskiego, pokrótce powiem, iż ta brygada, co do porządku, żadnego w tej mierze układu nie ma, co do subordynacyi, ta jest jej obcą, a co do umiejętności żołnierskiej, o tej i wspominać nie chcę, bym się nie wydawał bajecznym donosicielem. Żaden z 4-ech szwadronów: 4, 7, 8 i 9, które dotąd lustrowałem, ani wystąpić podług przepisu, ani uszykować się do parady, ni do boju, ani nawet odmaszerować cugami nie potrafił. PP. oficerowie komenderować, a bardziej pierwszych słów, w przepisie musztry dla kawaleryi położonych nie umieli.

Brygada w 1792 liczyła 1675 „głów” i 1675 koni. W 1794 roku w marcu liczyła 1389 „głów” i 1308 koni, w maju 708 „głów” i 704 koni a we wrześniu 708 „głów” i 691 koni.
W okresie powstania kościuszkowskiego posiadała na uzbrojeniu 300 karabinów, 130 pistoletów, 708 szabel i 377 pik.

### Brygada w powstaniu kościuszkowskim
W marcu 1794 brygada liczyła 1339 osób i 1308 koni. 12 marca rozpoczęła rozpoczęła marsz z Ostrołęki do Małopolski dysponując 1200 „szablami”.  Razem z nią ruszył szwadron 4 pułku przedniej straży ppor. Zielińskiego i grupa szlachty, która uzupełniła szwadrony liniowe. 14 marca brygada przybyła do Mławy. Tam uzupełniło ją kilkunastu mieszczan. Do Krakowa dotarło jednak nie więcej jak 800 żołnierzy. W kolejnych dniach stan brygady zmalał, a to na skutek strat poniesionych w bitwie pod Racławicami, a także na skutek wycofania z jej szeregów „towarzyszy”. Ogółem pod koniec maja liczyła ona 708 „szabel” i 704 konie. Raport lipcowy wykazywał brygadę w sile 627 żołnierzy i 604 koni „stanu rzetelnego”. Brakowało wtedy do etatu 742 ludzi i 736 koni. Pod koniec sierpnia w brygadzie znajdowało się 708 osób i 691 koni. Przy takim stanie jednostka ruszyła 10 września do Wielkopolski. Ponieważ w trakcie krótkotrwałej kampanii wielkopolskiej nie zasilano szeregów regularnej kawalerii, lecz tworzono nowe pułki, brygada do upadku powstania nie osiągnęła stanu przewidzianego etatem.
Żołnierze brygady
W okresie powstania brygadą dowodził gen. Antoni Józef Madaliński, Wicebrygadierem był Jan Henryk Dąbrowski, pierwszym majorem był Michał Łaszczyński, drugim majorem Pabian Gordon, a trzecim Wincenty Leśniewicz.

Ponadto w brygadzie służyli: por. Michał Piotrowski,adiutant brygady ppor. Filip Frankowski, Michał Łaszczyński, porucznicy: Robert Kampenhausen, Maciej Zabłocki, Jerzy Duczymiński, Stanisław Bielamowski i Marcin Molski, a także ppor. Aleksander Dzimiński, ppor. adiutant Maciej Moraczewski i por. Ludwik Kiełczewski, oraz chor. Andrzej Piotrowski.

Brygada prawie wyłącznie składała się z wielkopolan. Nawet podoficerowie i szeregowcy nosili nazwiska szlacheckie związane z tą dzielnicą. Szeregowych pochodzenia mieszczańskiego lub chłopskiego było niewielu.

## Stanowiska
- Szreńsk, Rypin, Raciąż, Sulmierzyce, Stawiszyn, Pyzdry i Gniezno (1792)
- Ryczywół, Koło i Pułtusk (1794)
- Ostrołęka[3]

## Walki brygady
W walkach wojny polsko-rosyjskiej jednostka nie wzięła udziału. Większość chorągwi wchodziła w skład korpusu rezerwowego gen. A. Byszewskiego.
Brygada brała udział w walkach w czasie Insurekcji kościuszkowskiej. Marsz brygady rozpoczął powstanie
Bitwy i potyczki:
- Szreńsk, Wyszogród, Łowicz, Stara Rawa, Rawa i Inowłódź (21 marca 1794)
- Końskie (1 kwietnia)
- pod Racławicami (4 kwietnia)
- pod Szczekocinami (6 czerwca)
- Końskie (26 czerwca)
- Starczyska (29 czerwca)
- obrona Warszawy i Gołków (9 lipca)
- Czerniaków (31 lipca)
- Lachy (19 sierpnia)

|  |

## Żołnierze brygady
Do jesieni 1789 roku sztab brygad składały się z brygadiera, vicebrygadiera, kwatermistrza, audytora i adiutanta. Nowo uchwalony etat poszerzał sztab brygady o trzech majorów i adiutanta. Zgodnie z prawem ustanowionym 9 października 1789 roku brygadier, vicebrygadier i major  mieli być wybierani przez króla spośród przedstawionych mu przez Komisję Wojskową w połowie osób zgodnie ze starszeństwem i zdatnością ze służby czynnej i w połowie spośród rotmistrzów z kawalerii narodowej i rodaków wracających ze służby zagranicznej. Pozostałych oficerów sztabu fortragował brygadier.
Komendanci
- gen. mjr Stanisław Łuba (1777− 1791),
- Damazy Mioduski (26 VI 1791 − dymisja 9 lipca 1792),
- Antoni Józef Madaliński (od 14 VII 1792 − )